# Forrest Landis
Forrest Landis (Palm Beach (Florida), 9 augustus 1994) is een Amerikaans jeugdacteur.